# Otho Holand

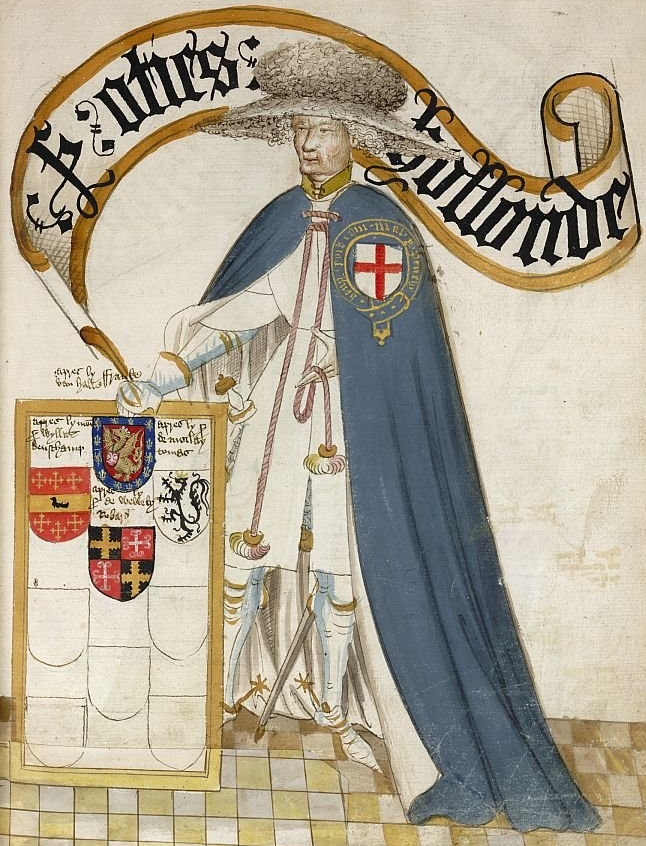
Sir Otho Holand no Garter Book, William Bruges, 1435.

Sir Otho Holand (também referido como Otes de Holanda) (? - Normandia, 1361)  foi um cavaleiro inglês, em 1348 ele foi um dos cavaleiros fundadores, o vigésimo segundo Cavaleiro da Ordem da Jarreteira.
Capturou o Conde de Ewe e um Condestável de França, que ele autorizou a portar armas e deixar a Inglaterra para Calais em liberdade condicional, para o qual ele foi censurado por alguns. Foi-lhe dado um feudo em Yokeshale e doações permanentes das casas da Kersey em Suffolk, Taleworth em Surrey, e Chesterfield e Dalbery em Derby. 